# Episodi di Sintonia
La prima stagione della serie televisiva Sintonia, composta da 6 episodi, è stata interamente pubblicata a livello internazionale su Netflix il 9 agosto 2019.
| nº | Titolo originale        | Pubblicazione Brasile | Pubblicazione Italia |
| -- | ----------------------- | --------------------- | -------------------- |
| 1  | They Caught Cacau       | 9 agosto 2019         | 9 agosto 2019        |
| 2  | I Did a Bad Thing       | 9 agosto 2019         | 9 agosto 2019        |
| 3  | Second Chance           | 9 agosto 2019         | 9 agosto 2019        |
| 4  | Do the Right Thing      | 9 agosto 2019         | 9 agosto 2019        |
| 5  | Make Your Mark          | 9 agosto 2019         | 9 agosto 2019        |
| 6  | Moving to the Same Beat | 9 agosto 2019         | 9 agosto 2019        |